# Siegbert Droese
Siegbert Droese, né le 7 juin 1969 à Leipzig (RDA), est un homme politique allemand. Membre de l'Alternative pour l'Allemagne (AfD), il est élu député européen le 9 juin 2024.

## Biographie

### Études et carrière professionnelle
Benjamin d'un fratrie de trois frères et sœurs, Siegbert Droese grandit en Allemagne de l'Est (RDA). Jusqu'à la fin de ses études, il pratique des sports en compétition, notamment le lancer du javelot.
De 1986 à 1988, il suit une formation en restauration à l'Interhotel de Leipzig. En juillet 1989, il fuit la RDA à travers la frontière ouverte de la Hongrie vers l'ouest. Arrivé à Hambourg, il travaille à l'hôtel Atlantic où il apprend le métier de commis d'hôtel. Il travaille plus tard dans le secteur de l'alimentation et des boissons jusqu'en 1997 , puis, de 1998 à 2014, dans le secteur de l'hôtellerie et de la restauration à Leipzig en tant qu'indépendant.

### Parcours politique
Siegbert Droese rejoint l'Alternative pour l'Allemagne (AfD) en 2013. Deux ans plus tard, en 2015, il devient président de la section locale du parti à Leipzig avant d'être est élu vice-président de la section saxonne en 2016.
Il est élu au Bundestag lors des élections fédérales de 2017, avant de devenir membre du conseil municipal de Leipzig et président du groupe parlementaire de l'AfD en 2019.
Lors des élections européennes de 2024 il est élu député européen.